# Союзническая война (220—217 до н. э.)
Союзническая война (220—217 гг. до н. э.) — война государств Эллинского союза против Этолийского союза.

## События накануне войны
В 222 г. после разгрома Спарты в Клеоменовой войне в битве при Селласии на Пелопоннесе воцарился относительный мир. Ещё в ходе войны Македония, Ахейский союз, некоторые государства Пелопоннеса и Средней Греции (Фессалия, Эпир, Акарнания, Беотия) вступили в образованный в 224 г. до н. э. Эллинский союз.
По окончании войны Мессения стала ареной, на которой столкнулись интересы Ахейского и Этолийского союзов за влияние на Пелопоннесе. Благодаря дипломатическому искусству и интригам стратега ахейцев Арата Мессения, союзница Этолии с конца 240-х гг. до н. э., вошла в состав Эллинского союза.
После измены Мессении союзниками Этолии на Пелопоннесе остались только Элида и Фигалия. Это означало, что Этолийский союз был окружён со всех сторон землями враждебного ему альянса: на севере — Фессалия, Македония и Эпир, на востоке — Беотия, Фокида, Эпикнемидская Локрида, на западе — Акарнания, на юге — Ахейский союз.
Соглашения об образовании Эллинского союза и всеобщего мира подразумевали запрещение пиратства и разбоя, что категорически не устраивало этолийцев, промышлявших грабежом соседних земель.

## Повод к войне
Измена Мессении заставила этолян предпринять ответные шаги. В Мессению и Фигалею был отправлен этолиец Доримах с целью возвращения мессенцев в союз с Этолией, но, встретившись с сильным противодействием проахейской партии, перешёл к грабежам и насилию.
Вскоре последовали два грабительских рейда этолийцев на Пелопоннес. Во время первого этолийцы разбили у Кафий трёхтысячный ахейский отряд под командованием Арата. Сражение затеяли именно ахейцы, а их поражение на своей территории могло послужить поводом к объявлению войны.
Вторым поводом послужил инцидент в аркадском городке Кинефе. Правящая партия Кинефы позволила изгнанникам из числа сторонников Клеомена вернуться в город. Изгнанники открыли врата перед появившимися у стен этолийцами под командованием Доримаха, которые разграбили и сожгли город при полном бездействии ахейцев. Атаке подвергся и город Клейтор в Аркадии.
Сама война отвечала интересам всех сторон. Ахейский союз хотел расширить зону своего влияния на Пелопоннесе, Этолийский союз желал ослабить враждебный ему альянс. Македония в лице молодого царя Филиппа V не была непосредственным инициатором войны, но ставила целью расширение зоны своего влияния в Средней Греции, сильно сузившуюся после неудачной Деметриевой войны (239—229 гг. до н. э.).
Решение о начале войны рассматривалось на заседании синедриона Эллинской лиги в Коринфе осенью 220 г. до н. э. После жалоб беотийцев, фокидян, эпиротов, ахейцев на бесчинства этолийцев решение о начале войны было принято в одностороннем порядке без каких-либо затруднений.

## Ход войны
Война развернулась на обширных территориях. На севере и северо-западе в войну были вовлечены Эпир, Акарнания, Этолия, Фессалия и македонская область Пиерия. В Пелопоннесе сражения проходили в Элиде, Лаконике, Аркадии. Некоторые боевые операции протекали даже на Крите, где столкнулись проахейски и проэтолийски настроенные города. Крупных сражений не происходило, война свелась к стычкам небольших военных отрядов.

### Первый год войны
Военные действия начала Спарта, выступившая как союзник этолийцев. Спартанцы во главе с Ликургом предприняли ряд походов против соседних городков, до Клеоменовой войны находившиеся под их контролем. Одновременно этолийцы совершили ряд грабительских рейдов на Пелопоннес. В это время Филипп V наносил удар по этолийским владениям в Акарнании и укреплял македонское влияние на западе Балканской Греции, когда этолийское войско под командованием Скопаса вторглось в Македонию.
Действия ахейцев в этот период были неудачными, они не смогли противостоять этолийской тактике молниеносных ударов и отступлений, а успешное применение этолийцами флота давало им существенное преимущество перед ахейцами. Кроме того, ахейцы испытывали сложности с набором наёмников для войны, поскольку не до конца расплатились с наёмными подразделениями ещё в Клеоменову войну. Филипп V, в свою очередь, проявлял осторожность, не спешил ввязываться в опасные авантюры, тем самым показав союзникам, что без поддержки македонян они уступают этолийцам.

### Второй год войны
Боевые действия зимней кампании 219 г. до н. э. сосредоточились на Пелопоннесе, где македоняне разбили этолийцев у Стимфала и сами нанесли удары по союзникам этолийцев в Элиде и Трифилии, причём Трифилия была передана под прямой контроль македонян и не подверглась грабежам. Филипп V провёл весьма успешные боевые операции, показав себя талантливым тактиком и удачливым полководцем.
Весной 218 г. до н. э. Филипп V высадился на о. Кефаллении. Штурм кефалленийского города Палы был неудачным, и македоняне отступили, но затем внезапно высадились в самой Этолии. Одновременно македоняне отбили атаку этолийцев на Фессалию. Филипп стремительным маршем в опустошительном походе прошёл по Этолии, дважды разбив этолийские отряды и захватив этолийскую столицу Ферм. Город был полностью разграблен, македоняне уничтожили всё, что не могли увезти с собой. Были сожжены даже храмы, хотя статуй богов македоняне не тронули.
Неожиданно для всех Филипп с боями из Этолии перешёл на Пелопоннес и вторгся в Лаконию, подвергнув её сильному разорению. Спартанцы, которые считали, что Филипп находится в Этолии, и готовились послать войско на помощь этолийцам, были застигнуты врасплох и не смогли оказать какого-либо серьёзного сопротивления. Единственное сражение произошло перед Спартой, где македоняне малыми силами одержали быструю победу. После поражения от вспомогательных войск македонян спартанцы не решились на повторную битву основными войсками. Македоняне не стали атаковать сам город, так как Филипп V придерживался стратегии ограниченных целей.
Стремительные и успешные действия Филиппа привели к тому, что Этолия и Спарта были готовы запросить мира, но переговоры не состоялись из-за придворных волнений в Македонии. Филипп подавил волнения достаточно быстро и жёстко, но позиции македонского царя были подорваны этим мятежом, и переговоры не состоялись.

### Третий год войны
В третий год войны боевые действия сосредоточились на Пелопоннесе, Фокиде и Фессалии. Филипп не смог захватить Мелитею в Средней Греции, но взял Фивы Фтиотидские, продал всех их жителей в рабство, а сам город переименовал в Филиппополь. Кроме того, Филипп захватил союзный Этолии остров Закинф к западу от Пелопоннеса. Атака спартанцев и этолийцев на Мессению была отбита, ответные удары ахейского флота на Этолию увенчались успехом.
Война зашла в тупик — этолийцы и их союзники понесли серьёзные потери, их удары по Эллинскому союзу не достигали цели, но и македоняне были измотаны войной. Македонская казна опустела, принудить этолийцев к крупному сражению не удалось, а война на гористой территории Этолии грозила стать затяжной, разорительной и чреватой большими потерями.
Воюющие стороны согласились на переговоры, которые по инициативе этолийцев состоялись в 217 г. до н. э. в этолийском Навпакте.

## Навпактский мир и итоги войны
Мир, заключённый в Навпакте, гласил, что все воюющие стороны остаются при своих владениях. Ахейский союз приобрёл некоторые территории на Пелопоннесе, в сферу его влияния ненадолго вошла Мессения. Македония усилила своё влияние в Средней Греции и создала ряд опорных пунктов на западе Балканского полуострова. Этолия была ослаблена войной, нейтрализована, её пиратские набеги прекратились. Однако мощь этолийцев не была уничтожена, они сохранили влияние в Дельфах и имели силы выступить через два года против Македонии в Первой Македонской войне.